# 昆贾班
昆贾班（Kunjaban），是印度特里普拉邦West Tripura县的一个城镇。总人口7352（2001年）。

## 人口
该地2001年总人口7352人，其中男性4324人，女性3028人；0—6岁人口703人，其中男372人，女331人；识字率78.54%，其中男性为85.45%，女性为68.66%。